# مقاطعة مونتانا
مقاطعة مونتانا (بالبلغارية: Област Монтана)‏ هي مقاطعات بلغاريا تقع في بلغاريا. يقدر عدد سكانها بـ 148,098 نسمة ومساحتها 3,635.5 كم2 .

## الموقع
موقع المقاطعة بين مقاطعات بلغاريا: